# بيرت آدمسون
بيرت آدمسون (بالإنجليزية: Bert Adamson)‏ (21 مايو 1914 في المملكة المتحدة - 1 يناير 1995) هو لاعب كرة قدم بريطاني (وحمل سابقاً جنسية المملكة المتحدة لبريطانيا العظمى وأيرلندا) في مركز نصف الجناح. لعب مع نادي دندي ونادي ريكسهام.